# Bethlehemkirche (Hannover)

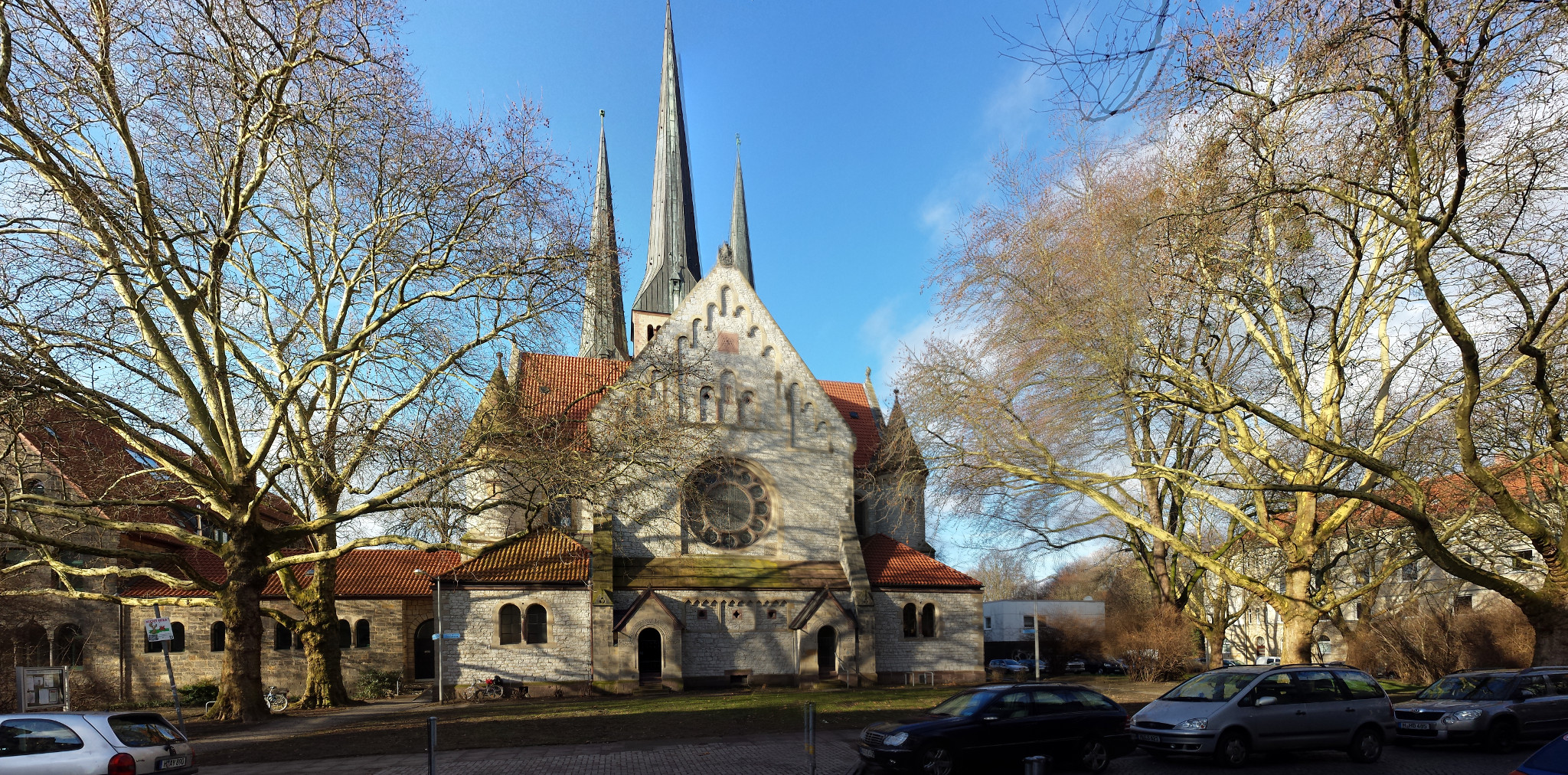
Bethlehemkirche

Die Bethlehemkirche im hannoverschen Stadtteil Linden-Nord ist ein denkmalgeschütztes Kirchengebäude in der Art einer Basilika. Der 1906 eingeweihte, neoromanische Sakralbau wird aus denkmalpflegerischer Sicht als ein Meisterwerk des Historismus und als Bauwerk von nationaler Bedeutung gesehen. Die Kirche gehört zur Evangelisch-Lutherischen Bethlehemkirchengemeinde (bis Ende 2023: Kirchengemeinde Linden-Nord).

## Gebäude

### Der Baukörper

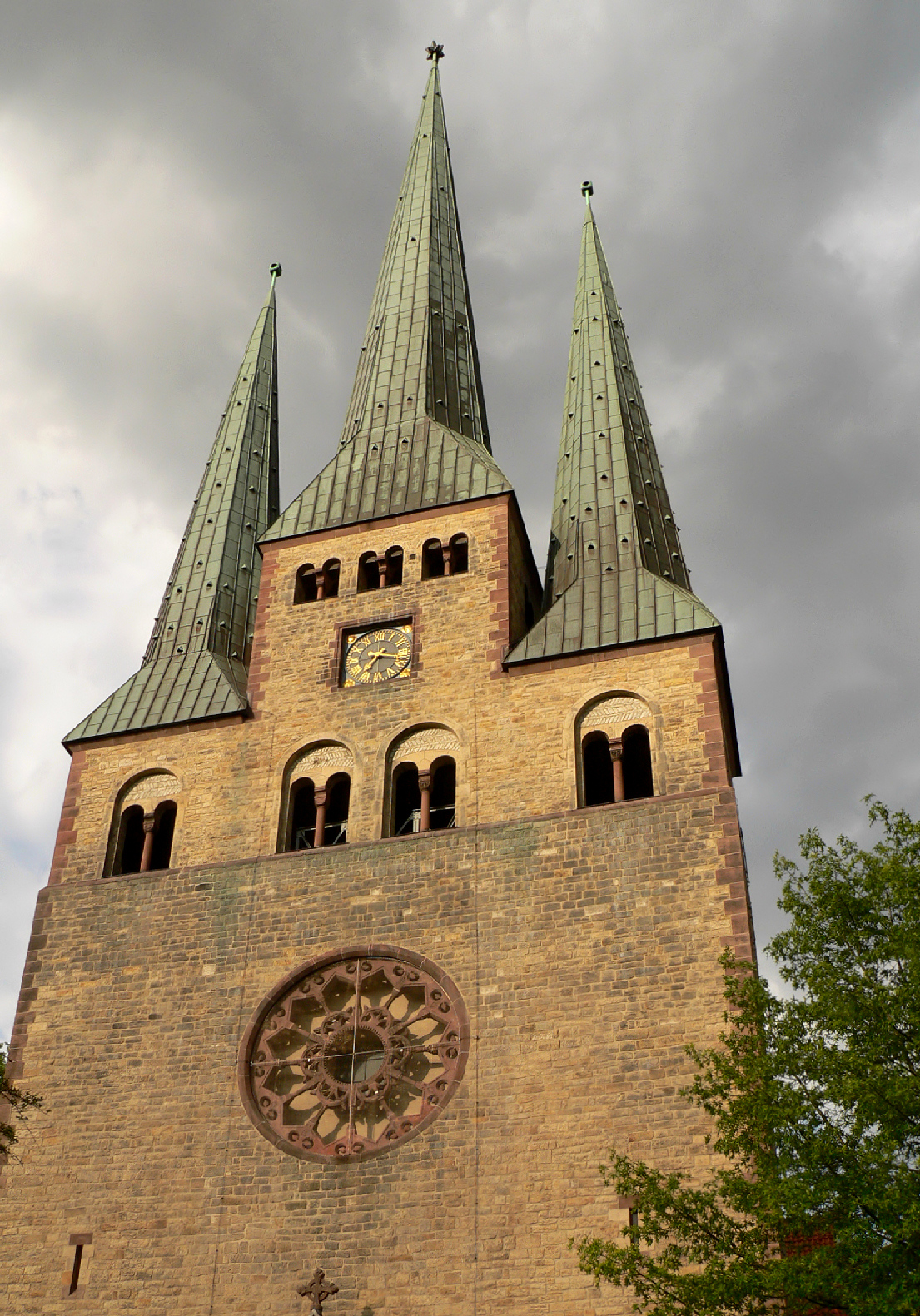
Westwerk

Das Gebäude der Bethlehemkirche wurde vom Konsistorialbaurat und Hochschullehrer Karl Mohrmann (1857–1927), einem Schüler und späterer Nachfolger von Conrad Wilhelm Hase, entworfen. Es ist sein Hauptwerk. Er plante die Kirche als Basilika im Stil des Historismus, die in der Bauweise den Regeln des Eisenacher Regulativs entsprach. Der Kirchenbau wurde von 1902 bis 1906 auf dem feuchten und leeren Fössefeld errichtet. 1906 war das Kirchengebäude fertiggestellt; später kamen noch Pfarr- und Gemeindehaus hinzu, die mit der Kirche verbunden sind und ein klosterähnliches Ensemble bilden. Gebaut wurde mit Kalkstein, teilweise auch Sandstein. Die Bronzeglocken wurden im Ersten Weltkrieg 1917 eingeschmolzen und 1922 durch Glocken aus Stahl ersetzt. Bei den Luftangriffen auf Hannover während des Zweiten Weltkriegs blieb die Kirche fast unzerstört. Es gab lediglich ein Loch im Dach, durch das Regenwasser eindrang und die alte Orgel zerstörte.
Der Bau beeindruckt mit einer mächtigen Westfassade und drei hochaufragenden Turmdächern. Die mächtige Dreiturmfassade mit dem schlanken Mittelturm (71 m) prägt das Stadtbild von Hannover. Auf dem mittleren und höchsten kupfernen Turmhelm leuchtet in der Adventszeit der Stern von Betlehem. Damit war die Bethlehemkirche eine der ersten elektrisch beleuchteten Kirchen Deutschlands.

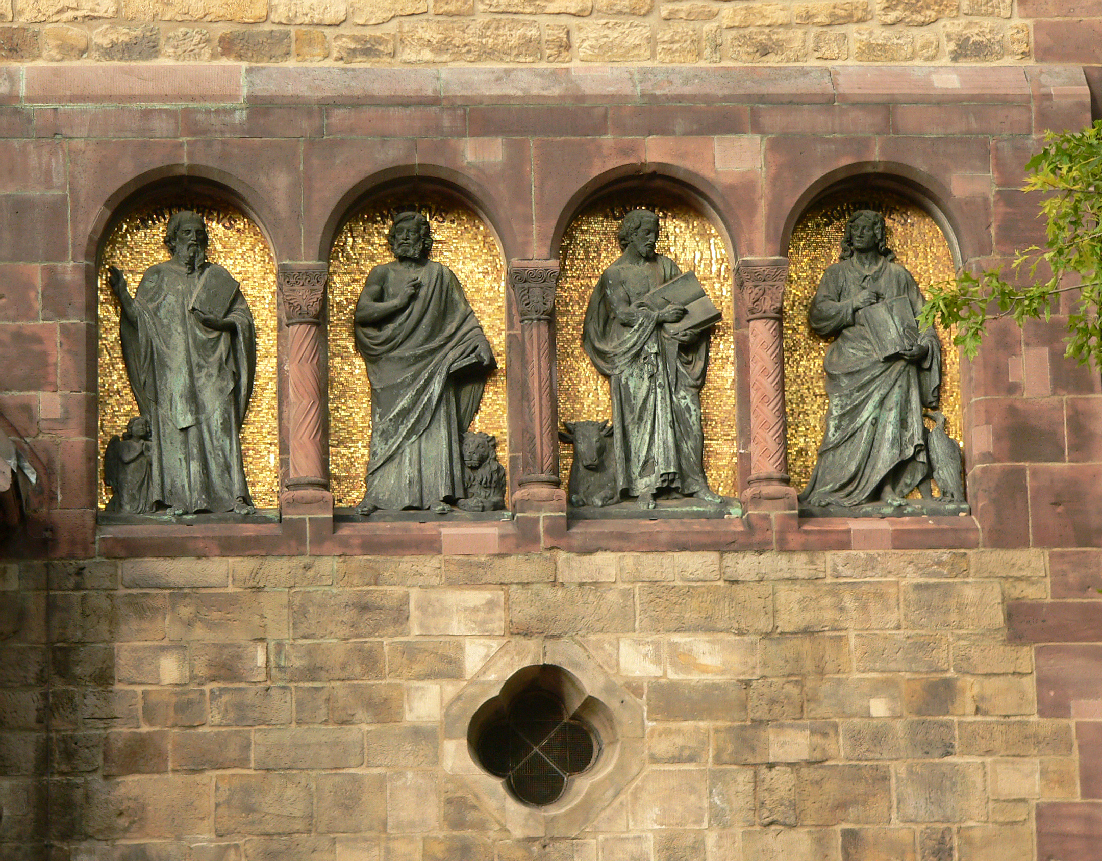
Figurengruppe am Eingangsportal
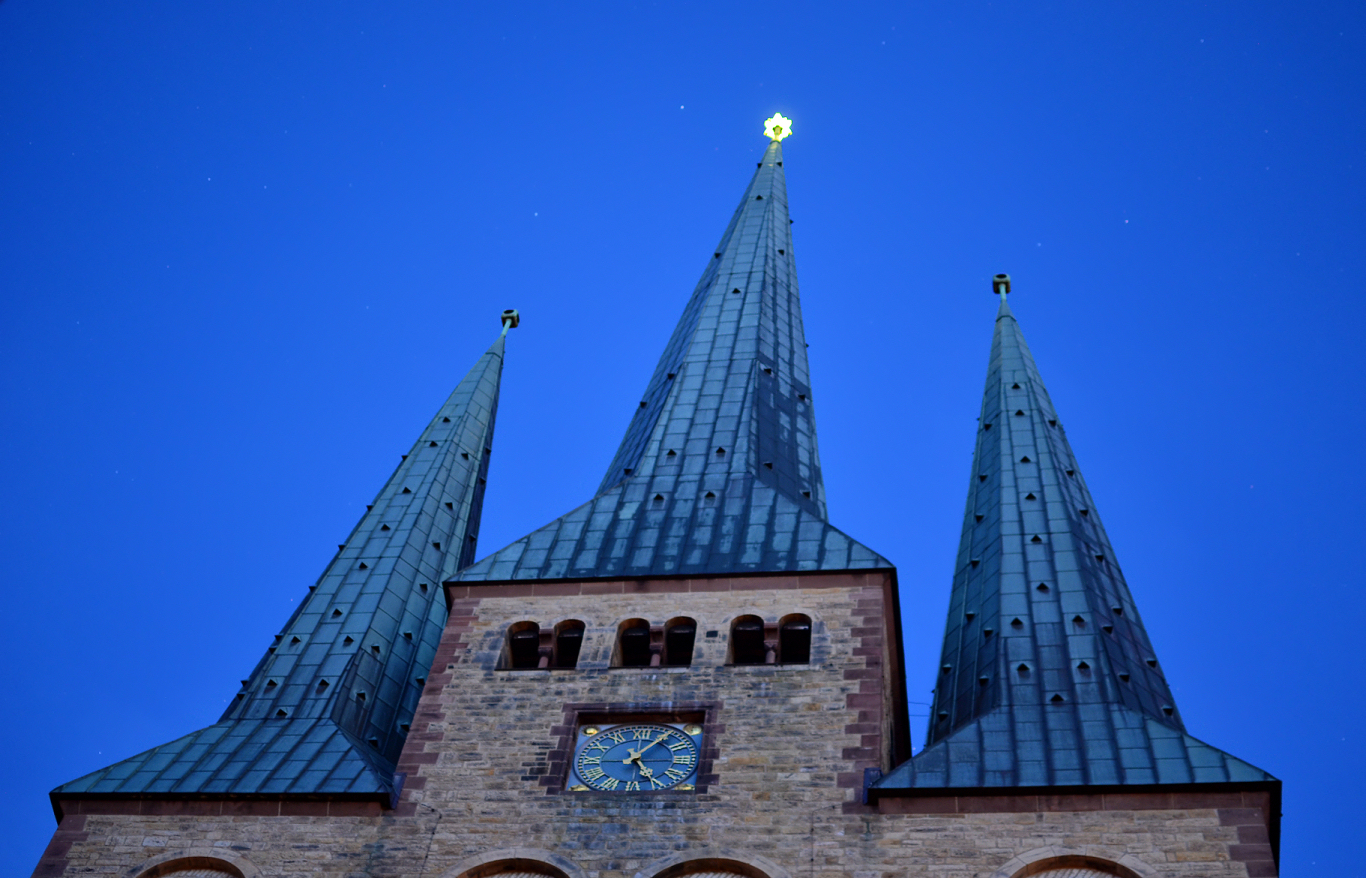
Stern von Betlehem in der Adventszeit
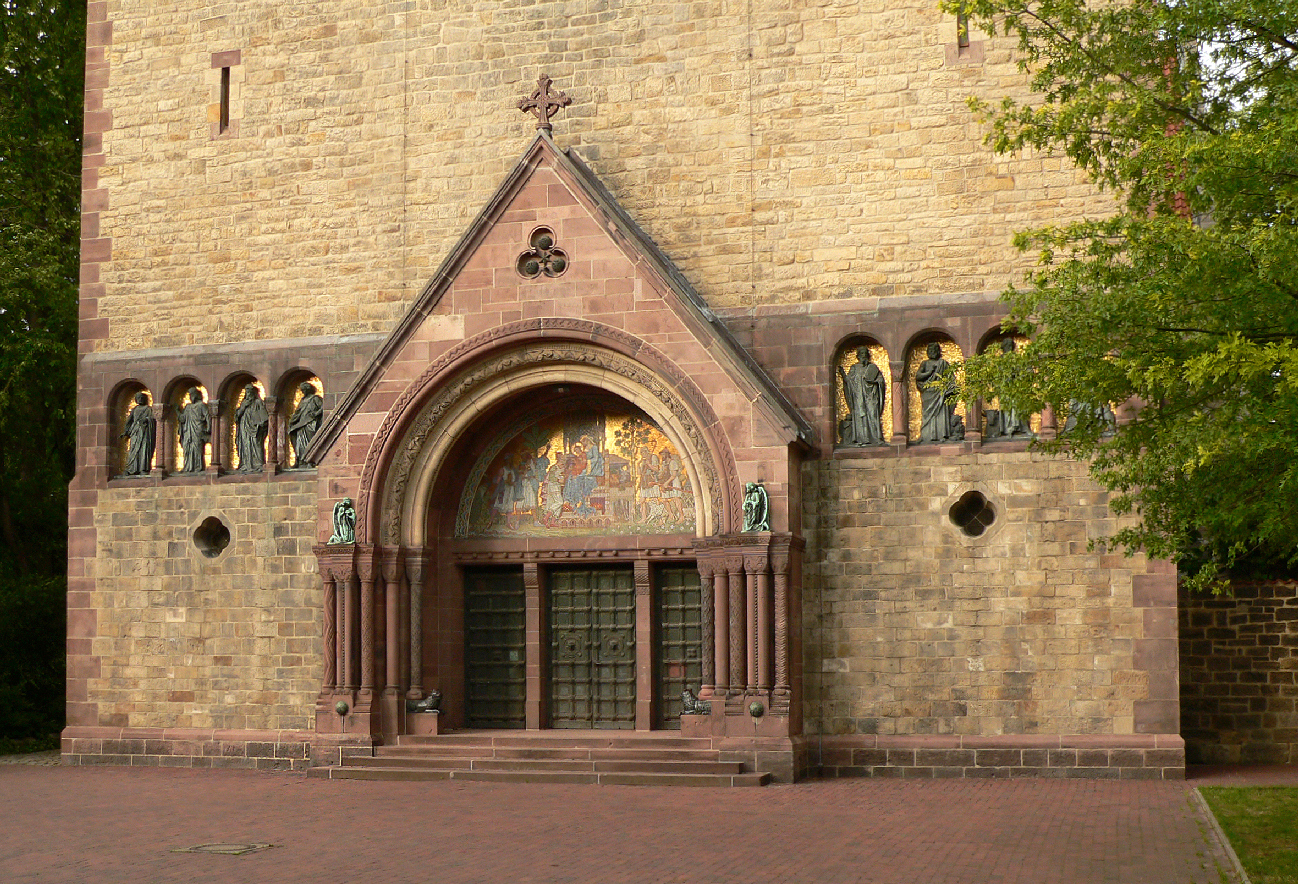
Westeingang

### Innenraum
Im Innenraum gelten als wertvollste Teile der originalen Innenausstattung und Meisterwerke der Altar, die Kanzel und der 1902 von Heinrich Struckmeyer entworfene und von der Gelbgießerei Otto Hägemann in Hannover ausgeführte große Radleuchter aus Messing. Die Motive des Leuchters nehmen orientalische Formen auf und deuten auf Jerusalem hin. Die ursprüngliche Ausmalung der Kirche wurde nach dem Zweiten Weltkrieg weiß übermalt.

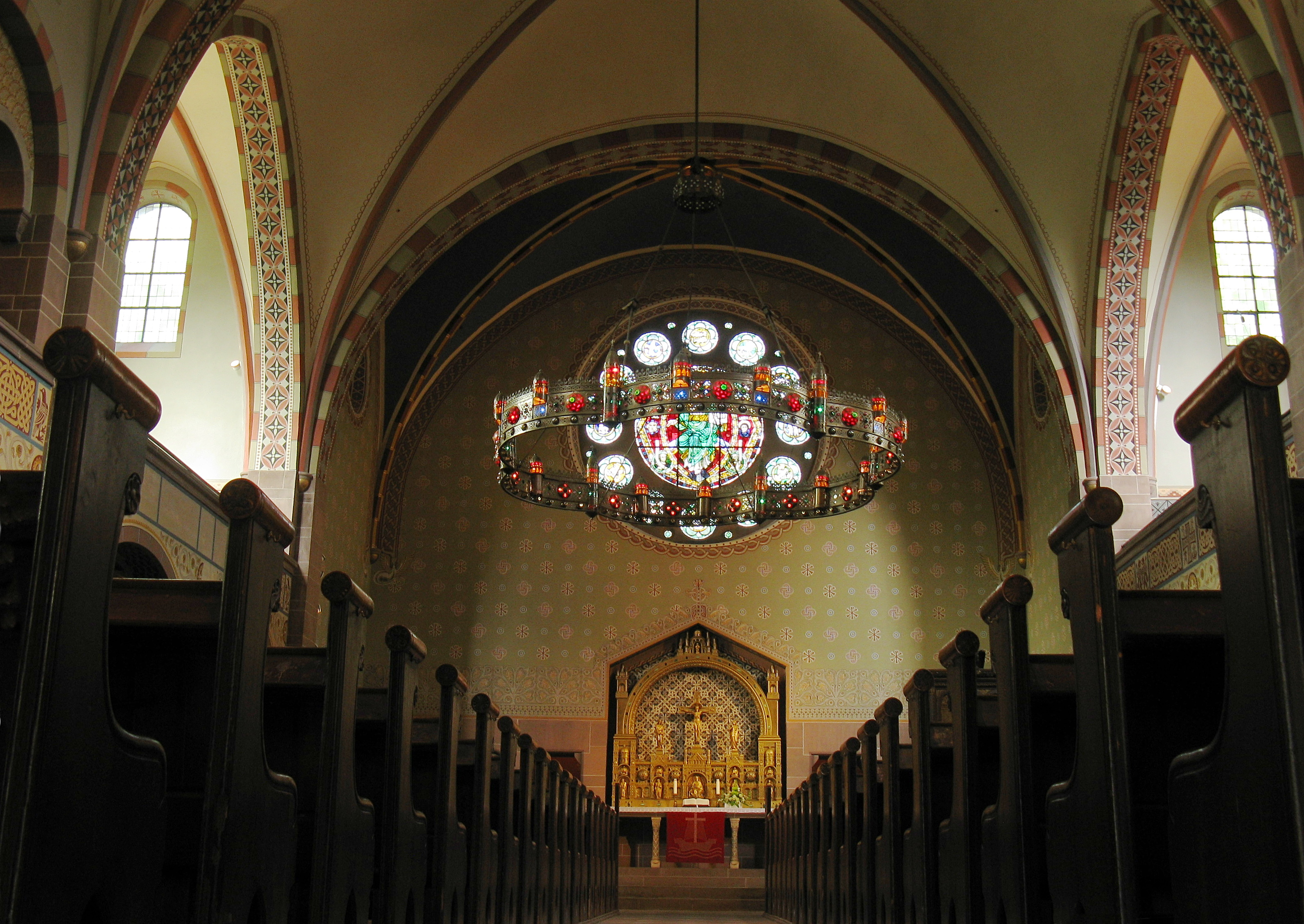
Kirchenschiff
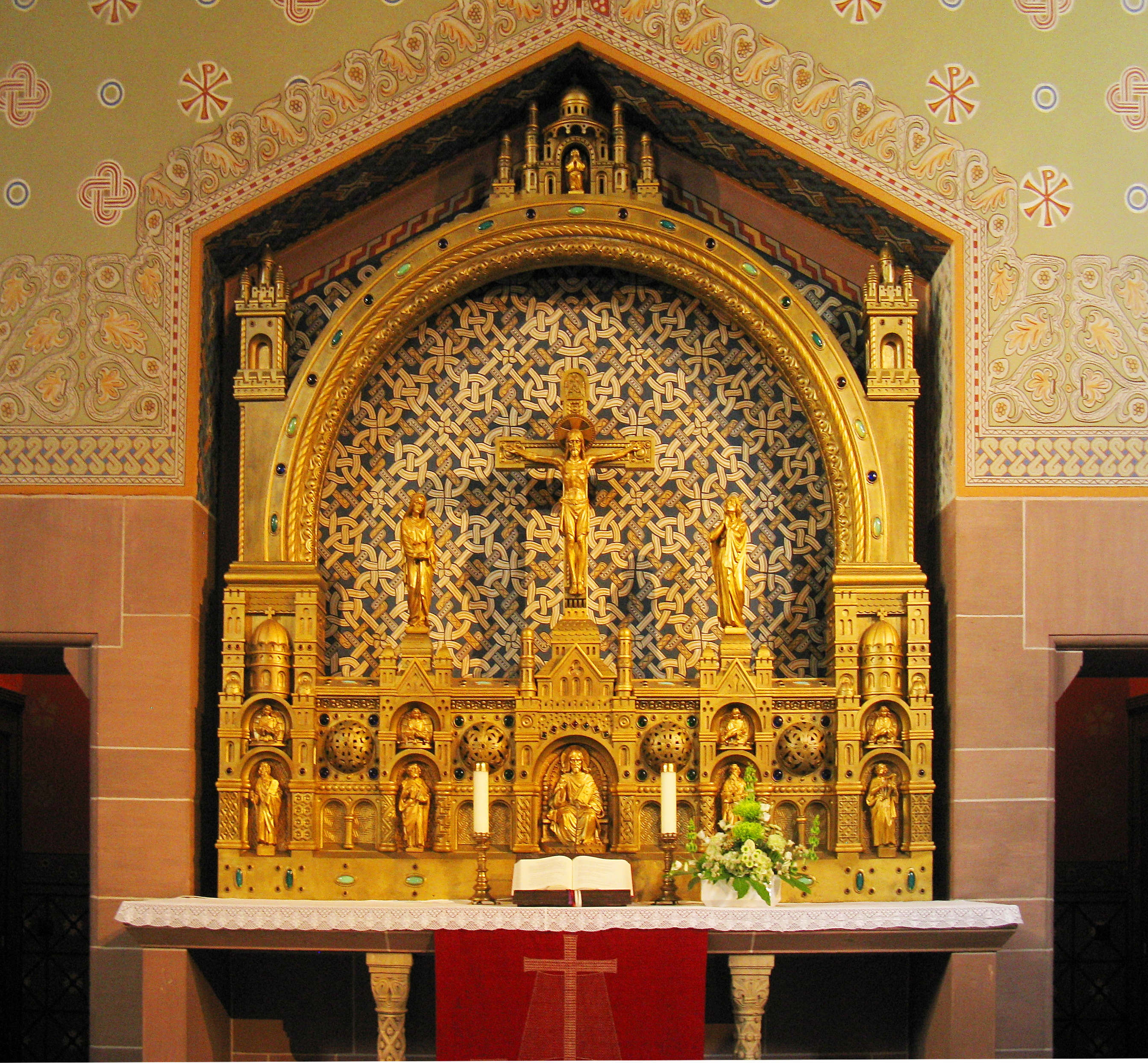
Altar
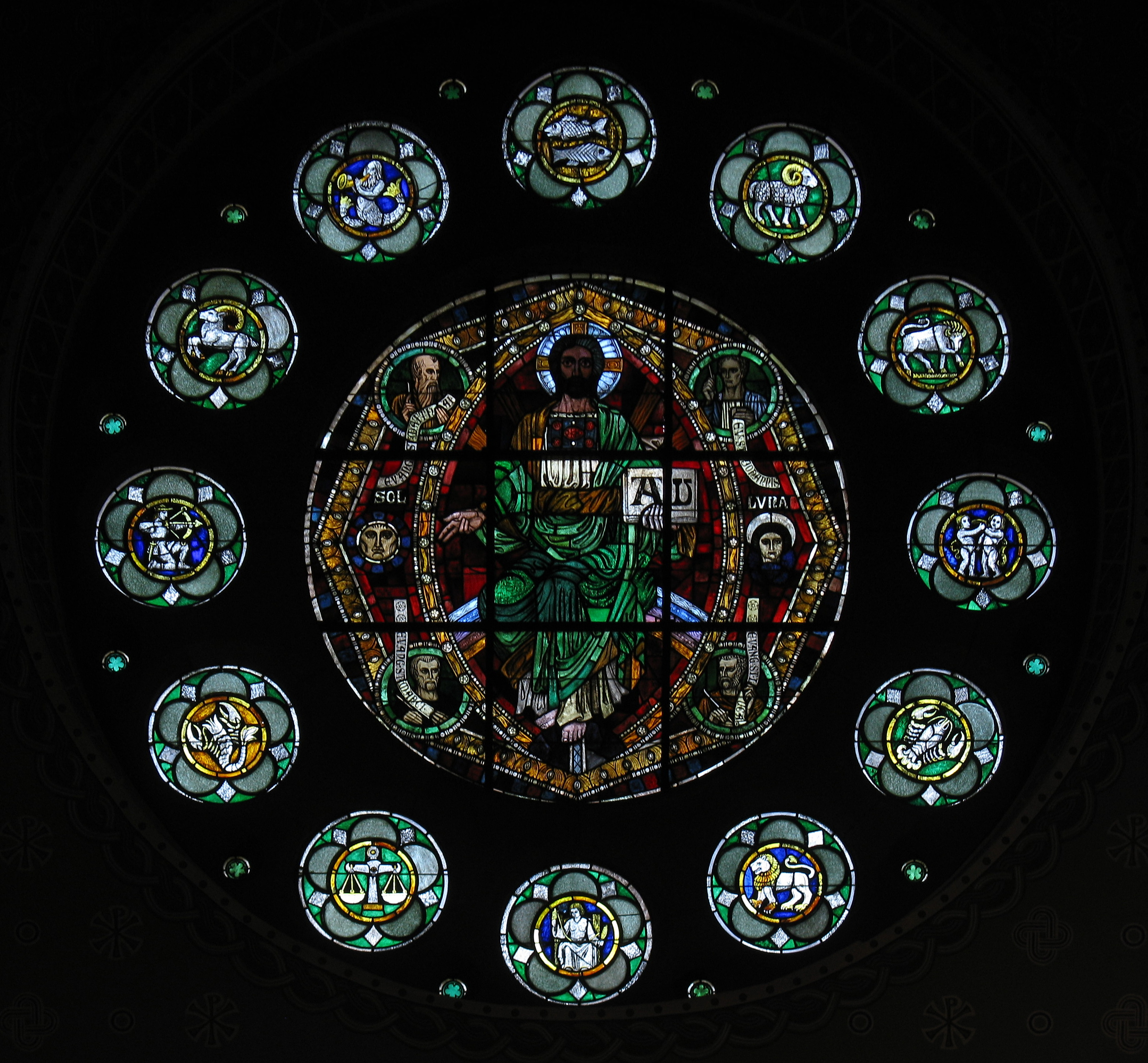
Fensterrosette an der Ostwand
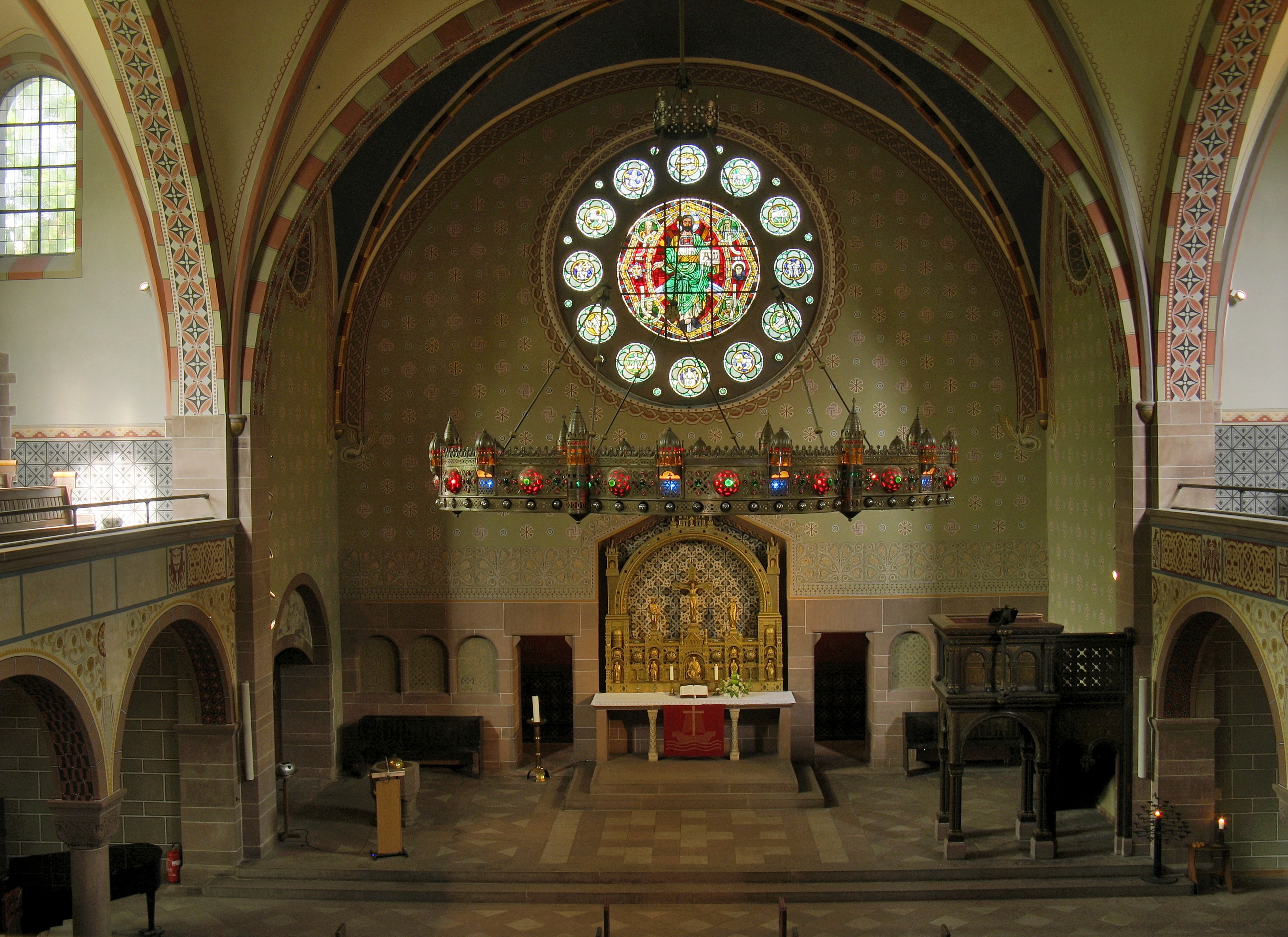
Blick von der Empore
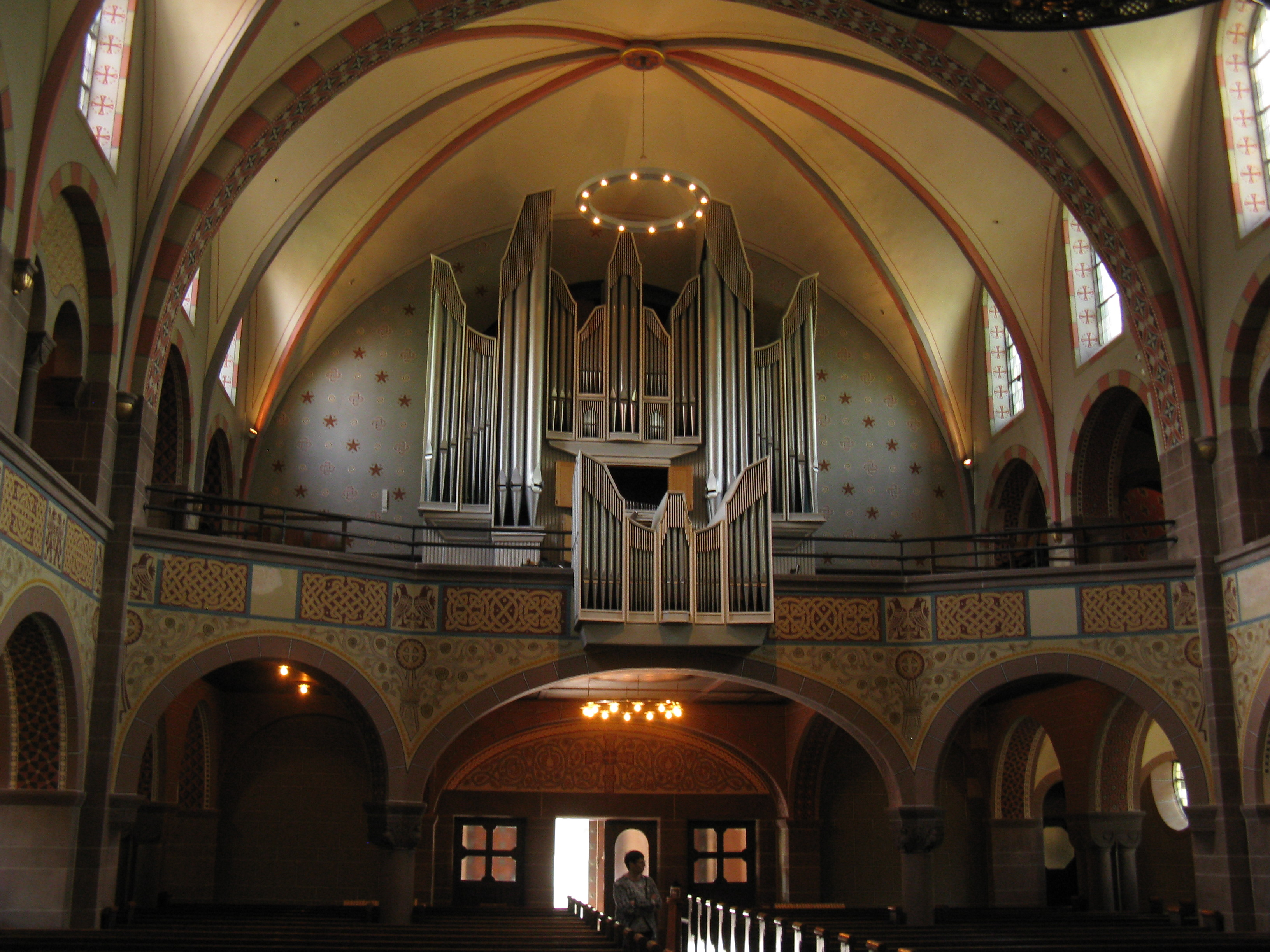
Orgel

Auf der Orgelempore befindet sich seit dem Zweiten Weltkrieg eine dreimanualige mechanische Orgel mit 40 Registern der Orgelbauer Firma Hammer und Schmidt & Thiemann, die in den Jahren 1957, 1959 und 1964 erbaut wurde. Die Manuale haben einen Tastenumfang von 56 bei einem Tonumfang von C – g3, das Pedal einen von 30 bei einem Tonumfang von C – f1.

### Restaurierung ab 2008
Die farbige Gestaltung des Kircheninnenraums wurde in der Nachkriegszeit wegen vorzeitigen Verfalls weiß übertüncht oder mit dem Putz abgeschlagen. Eine Wiederherstellung war in der damaligen Zeit, in der der Wiederaufbau des im Krieg zerstörten Wohnraums Priorität genoss, nicht möglich. Danach erfolgte aus finanziellen Gründen keine Rekonstruktion der Farbigkeit im Innenraum. Die Idee dazu entstand beim hundertjährigen Bestehen der Kirche im Jahre 2006 mit dem Willen, der Kirche als Andachtsraum und als Kulturerbe sein früheres Erscheinungsbild zurückzugeben. Dazu musste zunächst die frühere Farbigkeit ermittelt werden, was durch umfangreiche restauratorische Untersuchungen mit Unterstützung des Niedersächsischen Landesamtes für Denkmalpflege 2008 erfolgte. Die Restaurierung erfolgte dann mit Hilfe der freigelegten Befunde an den Wänden und Decken sowie unter Herbeiziehung von Schwarzweiß Fotografien. Einzelne Wandstellen sind nicht restauriert und belassen worden, um dem Besucher einen Eindruck vom Original zu vermitteln. Die Wiederherstellung ermöglicht dem Kirchenbesucher, den authentischen Charakter des Zusammenspiels von Architektur und Farbe an einem herausragenden Gesamtkunstwerk des beginnenden 20. Jahrhunderts zu erleben.
Zur Finanzierung der Restaurierung stellte das Landesamt für die Bethlehemkirche als nationales Kulturdenkmal einen Antrag auf Bundesmittel, die das Bundestagsmitglied Edelgard Bulmahn unterstützte. Nach der Restaurierung ist die Kirche seit Ostern 2012 wieder zugänglich und für Gottesdienste geöffnet. Die Kosten der 2008 begonnenen und 2012 abgeschlossenen Restaurierung der Außenfassade und des Innenraums beliefen sich auf rund eine Million Euro. Etwa 200.000 Euro stammten von der Kirchengemeinde Linden-Nord, 250.000 Euro übernahm der Stadtkirchenverband Hannover und das Niedersächsische Landesamt für Denkmalpflege legten 60.000 Euro dazu. Der größte Teil der Summe mit 480.000 Euro kam aus Zuschüssen aus dem Konjunkturpaket II des Bundes.
Der Radleuchter wurde im ersten Quartal 2009 saniert.

### Baustil
Im Gebäude sind unterschiedliche Baustile in außergewöhnlicher Weise vereint: Romanische Einflüsse aus dem italienischen, skandinavischen und sächsischen Bereich ergänzen sich in Architektur, Dekor und Ausstattung zu einem Ganzen. Mohrmann entwarf die Kirche im Stil der Neuromanik und orientierte sich an der Formensprache des 12. und 13. Jahrhunderts. Er selbst klassifizierte den Stil als germanische Frühkunst. Neben der 1906 in Hannover eingeweihten Markuskirche steht die Bethlehemkirche für die Abkehr vom damaligen Stilmonopol der Neugotik, deren Phase im Kirchenbau damit beendet war. Beide Kirchen gehörten damals zu hochrangigen Bauprojekten im Stile der vom deutschen Kaiser Wilhelm II. geförderten Neuromanik. Die Bethlehemkirche gilt als ein bedeutendes Beispiel sakraler Architektur der wilhelminischen Zeit. Daher stufte das Niedersächsische Landesamt für Denkmalpflege die Kirche als ein überregional bedeutsames und hochrangiges Baudenkmal von nationaler Bedeutung ein.

## Gemeinde

### Geschichte

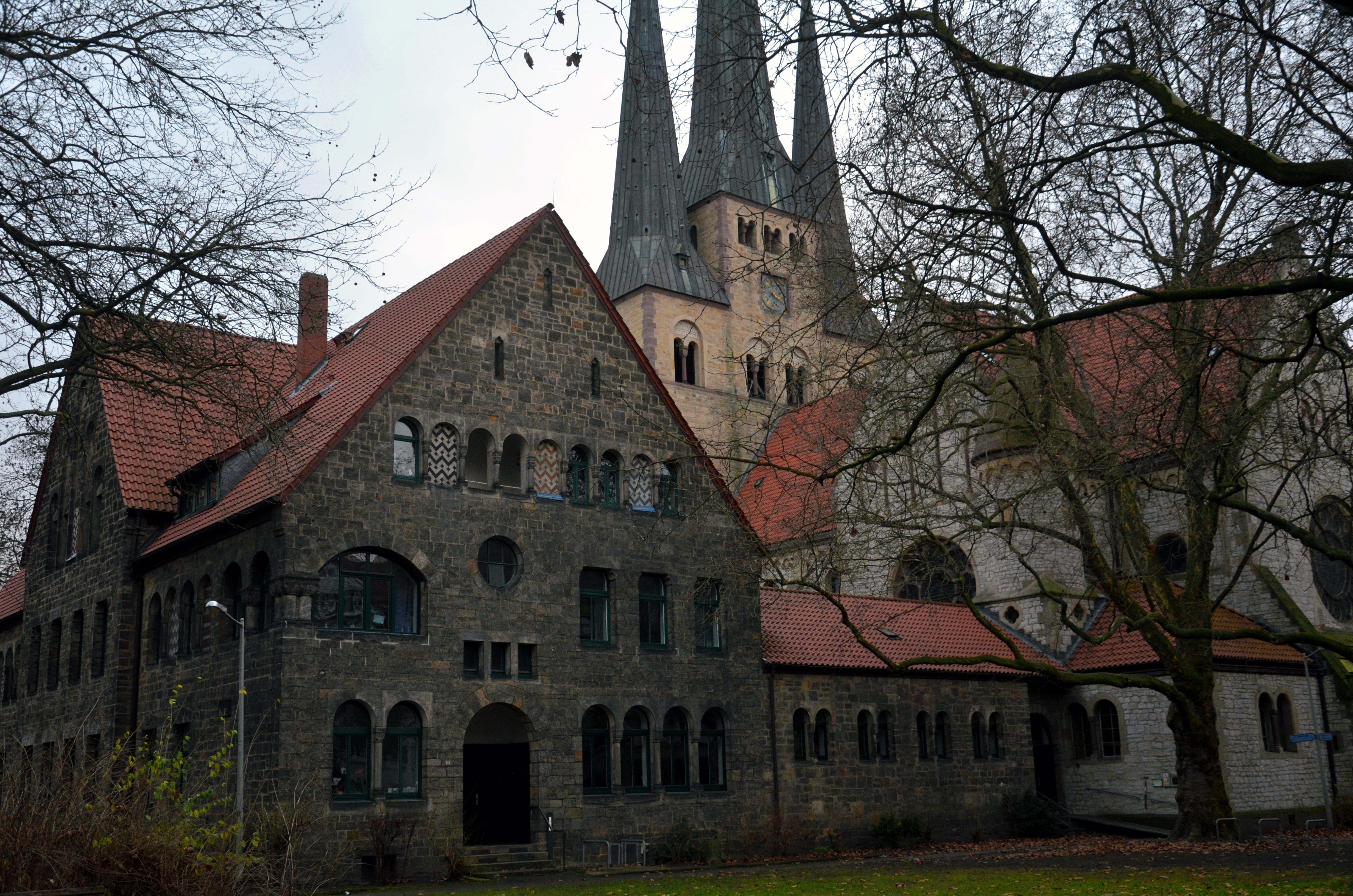
Das Pfarrhaus vor der Kirche am Bethlehemplatz Ecke Noltestraße

1892 gründete sich die Bethlehemgemeinde in der noch selbständigen Stadt Linden vor den Toren Hannovers. Sie ging aus der St. Martins-Gemeinde am Lindener Berg hervor. Gottesdienste fanden zunächst in der Schulaula in der Fröbelstraße statt. Der starke Bevölkerungszuwachs während der Industrialisierung erforderte bald ein größeres Kirchengebäude, das 1906 mit der Bethlehemkirche eingeweiht wurde. In dieser Zeit kamen durchschnittlich 300 Menschen in den Sonntagsgottesdienst, an Festtagen bis zu 1.000. Die Gemeinde hatte damals rund 20.000 Mitglieder. Der Kirchenkampf fand auch in der Bethlehemgemeinde statt: Pastor Heinrich Wiebe – im Amt bis 1949 – war Nationalsozialist und gehörte den Deutschen Christen an, der zweite Pastor, Wilhelm Brüdern, entwickelte sich zum Vertreter der Bekennenden Kirche.
2009 fusionierte die Bethlehemgemeinde mit ihrer Tochtergemeinde Gerhard-Uhlhorn-Gemeinde der ehemaligen Gerhard-Uhlhorn-Kirche zur Kirchengemeinde Linden-Nord. Seit 2024 heißt die Gemeinde Bethlehemkirchengemeinde und gehört als eine von vier Gemeinden zur Gesamtkirchengemeinde Linden-Limmer.

### Aktivitäten
Die Gemeinde verfügt neben einer Kindertagesstätte über:
- Kletterwand im Kirchturm (7 m hoch) und außen am Kirchturm
- Kegelbahn
- Fußballmannschaft
- zeitweise eine eigene Biersorte

## Sonstiges
Seit 1997 kann im und an einem Kirchturm in der Art des Buildering geklettert werden. Daher ist die Kirche überregional als Kletterkirche bekannt. Bedingt durch die Renovierung ab 2008 war kein Klettern möglich. Auch nach der Wiedereröffnung der Kirche im Jahr 2012 ist noch kein Klettern wegen fehlender Brandschutzvorrichtungen möglich. Dafür sammelt die Gemeinde.
Die Spitztürme der Kirche dienen seit langem Mauerseglern und anderen Vögeln als Nistplatz. Im Jahre 2012 zeichneten die Umweltorganisationen BUND und NABU die Kirche für Vogelschutz durch das Anbringen von Plaketten aus.